# Le Bardon

Le Bardon este o comună în departamentul Loiret din centrul Franței. În 1 ianuarie 2022 avea o populație de 970 de locuitori.